# Руси Лудогоров
Полковник Руси Лудогоров е виден български офицер, военен инженер и теоретик, командващ Военноморския флот в Балканската война.

## Биография
Роден на 20 март 1869 г. Завършва Военното училище в София през 1890 г. и Артилерийската инженерна школа в Торино. Служи във втори артилерийски полк. На 16 октомври 1891 г. като офицер от 2-ри артилерийски полк е назначен на служба в Кадровата батарея. Старши офицер в Телеграфната дружина, командир на рота във Втора интендантска дружина, завеждащ специалната част на Втора помощна дружина, дивизионен инженер във Втора пехотна тракийска дивизия, завеждащ учебната команда на Телеграфната дружина, началник на Управление „Железопътни съобщения“ и командир на железопътна бригада. Изследва бойната дейност на инженерните и железопътните войски по време на войните.
По време на Балканската война и след нея Руси Лудогоров е подполковник, командващ Българския Военноморски флот 23.05.1911 – 18 януари 1914 г. На 8 октомври 1912 г. сутринта турските крайцери „Меджидие“ и „Хамидие“ обстрелват и разрушават граждански сгради в района на пристанището Огнен нос (Чиракман) при Каварна. Командването на Варненския укрепен район, осведомено погрешно, че е стоварен десант, оперативно насочва пехотни части към Балчик и иска артилерийска поддръжка от Щаба на действащата армия. Това недоразумение подполковник Лудогоров обяснява с предаване на неясни сведения от пощенски служители, тъй като флотът все още няма своя телефонна мрежа, освен 1 линия на юг от Варна.
По време на неговото командване е постигната може би най-голямата военноморска победа на Българския флот с поразяването на турския крайцер „Меджидие“ от торпедоносеца „Дръзки“, командван от мичман Георги Купов. Със съгласието на подполковник Лудогоров, в качеството му на началник на Флота, и по указание на лейтенантите Неделчо Недев и Сава Стефанов кондукторът (най-високо флотско старшинско звание тогава) Митьо Раев е натоварен със задачата да улавя с радиостанцията на крайцера „Надежда“ новини от германската радиостанция „Науен“ (край Берлин) – не само за военните, но да предоставя информация и на обществото чрез вестниците.
През Първата световна война Руси Лудогоров е командир на железопътна дружина (1914 – 1916).
Полковник Руси Лудогоров умира на 17 юни 1934 г.

## Военни звания
- Подпоручик (2 август 1890)
- Поручик (2 август 1893)
- Капитан (1900)
- Майор (31 декември 1906)
- Подполковник (1910)
- Полковник (1915)